# Gliniarz z dżungli
Gliniarz z dżungli (ang. The Sentinel, 1996–1999) – kanadyjski serial kryminalny nadawany przez stację UPN od 20 marca 1996 do 24 maja 1999. W Polsce nadawany był na kanale Polsat, TVP1 i AXN od 20 kwietnia 2011.

## Fabuła
James "Jim" Ellison (Richard Burgi) to żołnierz, który wiele miesięcy spędził w dżungli w Peru, a po powrocie do Stanów Zjednoczonych jako gliniarz z dżungli wstępuje do policji w Cascade i wykorzystuje swoje niebywałe wyostrzone zmysły do tropienia przestępców.

## Obsada
- Richard Burgi jako James "Jim" Ellison
- Garett Maggart jako Blair Sandburg
- Bruce A. Young jako kpt. Simon Banks
- Kelly Curtis jako porucznik Carolyn Plummer

W epizodach wystąpili m.in.: Jeri Ryan, Andrew Robinson, Robert Vaughn, Bruce Kirby, Perry King, Donnelly Rhodes, Jason Gray-Stanford, a także byli koszykarze NBA Kurt Rambis, Clyde Drexler, Mitch Richmond, Bill Walton, Hubie Brown, Tyrone Bogues, Damon Stoudamire i Kiki Vandeweghe.